# آرپی‌اس لیته (پی‌اس-۳۰)
آرپی‌اس لیته (پی‌اس-۳۰) (به انگلیسی: RPS Leyte (PS-30)) یک کشتی بود که طول آن ۱۸۴٫۵ فوت (۵۶٫۲ متر) بود. این کشتی در سال ۱۹۴۴ ساخته شد.